# Al-Haijaneh
Al-Haijaneh (tiếng Ả Rập: الهيجانة) là một ngôi làng Syria nằm ở huyện Douma, Rif Dimashq. Theo Cục Thống kê Trung ương Syria (CBS), Al-Haijaneh có dân số 8.138 người trong cuộc điều tra dân số năm 2004.